# صنوى (المهرة)
صنوى هي إحدى قرى عزلة قشن بمديرية قشن التابعة لمحافظة المهرة، بلغ تعداد سكانها 152 نسمة حسب تعداد اليمن لعام 2004.